# Ken Park
Ken Park ist ein Coming-of-Age-Filmdrama der beiden US-amerikanischen Regisseure Larry Clark und Edward Lachman aus dem Jahr 2002, der vom Leben pubertierender Jugendlicher in einer kalifornischen Kleinstadt handelt. Der Independentfilm kreist um die Themen sexueller Missbrauch, Gewalt und Entfremdung.

## Handlung
Der Jugendliche Ken Park ist mit seinem Skateboard quer durch die Stadt Visalia in Kalifornien zu einem Skatepark unterwegs. Dort setzt er sich mitten auf die Bahn und holt einen Camcorder hervor, um sich selbst zu filmen. Dann zieht er aus seinem Rucksack eine Pistole, hält sie lächelnd an seine Schläfe und drückt ab. Sein Freund Shawn erzählt aus dem Off, dass Kens Name, verkehrt herum gelesen, „Krap Nek“ (engl. crap neck – ein Kopf voll Mist) bedeute. Anschließend werden die Protagonisten des Films kurz vorgestellt.
Shawn scheint der stabilste der vier Hauptcharaktere zu sein. Er ist höflich und sozial. Im Verlauf der Geschichte wird gezeigt, dass er ein Verhältnis mit Rhonda hat, der Mutter seiner Freundin. Er pflegt engen Umgang mit ihrer Familie, wobei von dem Verhältnis beider niemand etwas ahnt.
Claude wird von seinem arbeitslosen, alkoholkranken Vater physisch und emotional missbraucht. Der Junge indes kümmert sich liebevoll um seine hochschwangere Mutter, die nur halbherzig etwas gegen den Missbrauch unternimmt. Wiederholt provoziert der Vater Claude, um seine Männlichkeit zu testen. Als der Vater eines Nachts betrunken nach Hause kommt, versucht er sich an Claude zu vergehen. Dieser verlässt daraufhin sein Elternhaus und flüchtet zu Freunden.
Peaches ist ein Mädchen, das mit seinem verwitweten und tief religiösen Vater zusammenlebt und von ihm als Verkörperung der Mutter angesehen wird. Als er Peaches mit ihrem Freund Curtis im Bett antrifft, verprügelt er den Jungen und hält seiner Tochter mit der Bibel in der Hand eine Gardinenpredigt. Anschließend zwingt er sie, das Hochzeitskleid ihrer Mutter anzuziehen, und vollzieht ein Hochzeitsritual mit ihr.
Tate lebt bei seinen Großeltern und wird von ihnen wie ein kleines Kind verhätschelt. Er reagiert darauf mit einem rüden, beleidigenden Umgangston und lässt sich immer wieder zu jähzornigen Wutausbrüchen hinreißen. Zum Stöhnen einer Tennisspielerin, deren Spiel im Fernsehen übertragen wird, masturbiert er. Dabei verwendet er autoerotische Asphyxie. Schließlich tötet er seine Großeltern aus Rache: seinen Großvater, weil er beim gemeinsamen Scrabblespiel angeblich betrogen hat; seine Großmutter, weil sie seine Privatsphäre nicht respektiert habe. Bei diesen Morden entdeckt er, dass ihn das Töten sexuell stimuliert. Er nimmt seine Schilderung des Verbrechens mit einem Rekorder auf, damit die Polizei Hergang und Motiv der Tat rekonstruieren kann. Nachdem er sich selbst das Gebiss seines Großvaters eingesetzt hat, schläft er nackt in seinem Bett ein.
Der Film schneidet häufig zwischen Subplots, ohne dass sich bis zum Ende Charaktere oder Ereignisse überlappen. Erst als Tate für den Mord an seinen Großeltern verhaftet wird, treffen sich Shawn, Claude und Peaches und haben Sex zu dritt. Am Ende wird schließlich das Motiv hinter dem Selbstmord von Ken Park deutlich: Er hatte seine Freundin geschwängert. Diese antwortete auf seinen Vorschlag abzutreiben mit der Frage, ob er wünschte, er wäre abgetrieben worden. Als Ken Park klar wurde, dass er lieber nie geboren worden wäre, machte er sich auf in den Skatepark, um sich selbst zu töten.

## Rezeption
Ken Park sorgte wegen der freizügigen Darstellung einiger Sexszenen und einer Gewaltszene für kontroverse Schlagzeilen. In den USA fand der Film nach seiner Premiere auf dem Telluride Film Festival keinen Verleih und gelangte deshalb nur in wenige Kinos. In Australien wurde eine Alterseinstufung von der OFLC abgelehnt, was einem Verbot gleichkam. Um gegen diese Zensur zu protestieren, wurde der Film illegal aufgeführt, bis die Polizei einschritt. In Deutschland lief der Film mit zwei Jahren Verspätung im Juli 2004 mit der FSK-Einstufung Keine Jugendfreigabe an.
In einem Interview mit Schnitt.de äußerte Regisseur Clark: „Ich wollte nicht, dass dieser Film in Hoffnungslosigkeit endet und es so aussieht, als würden die Kinder es nicht schaffen können. Meine Idee war also, um die Kinder herum eine Sexszene zu konstruieren, um ihnen eine Art Erlösung zu bieten. […] Wenn sich dir als Kind die ganze Welt entgegenstellt, dann bleiben dir letztlich nur die anderen Kinder. Es ist ein Film über das Knüpfen von Verbindungen und das Sich-Verbünden.“
Andreas Busche von der Berliner taz lobt die schauspielerische Qualität der Laiendarsteller und auch den Regisseur: „Sex und Gewalt, seit seinen frühen Fotobänden Tulsa und Teenage Lust die Lieblingsthemen Clarks, bestimmen auch in Ken Park das Zusammenspiel der Menschen. Aber eine neue Sanftheit macht sich unter den desolaten Bildern bemerkbar. Der Ton klingt versöhnlicher, als man es bei Clark gewohnt war.“
Carsten Baumgardt von Filmstarts.de bewertet den Film gleichfalls als sehenswert: „In einer Szene masturbiert James Ransone vor laufender Kamera, während Anna Kurnikowa im TV auf dem Tennisplatz stöhnt. Er stranguliert sich in Michael-Hutchence-Manier mit einem Gürtel am Türgriff und ejakuliert final in Großaufnahme. Selbst im freizügigen europäischen Kino gab es solche Bilder in dieser Form selten zu sehen. Nicht einmal im umstrittenen und ähnlich offenen Berlinale-Gewinner Intimacy. Die Szene steht jedoch im Dienste des Films und muss sich nicht den Vorwurf des Voyeurismus gefallen lassen. Gleiches gilt für die anderen Nacktaufnahmen, die noch weitere erigierte Geschlechtsteile zu Tage fördern.“
Susan Vahabzadeh von der Süddeutschen Zeitung resümiert: „Clark […] lässt ein Monstrositätenkabinett vorüberziehen, eine Welt, in der sexuelle Übergriffe auf die eigenen Kinder, häusliche Gewalt und Zerrüttung vollkommen normal zu sein scheinen. ‚Ken Park‘ ist faszinierend, verstörend, manchmal bewegend. Am besten ist ‚Ken Park‘ in seinen unspektakulären Momenten – wenn die Kids zusammensitzen und reden.“
Oliver Hüttmann von Spiegel Online beschreibt, dass „ein Schleier der Melancholie über den vier Episoden des Films liegt, und bei allem Entsetzen über Missbrauch, Verbote und Gewalt entsteht auch Mitgefühl für alle Beteiligten. Clark denunziert nicht, er klagt niemanden an. Das Urteil bleibt allein dem Zuschauer überlassen“.